# XLispStat
XLispStat - это статистический научный пакет, основанный на языке XLISP .
Многие бесплатные статистические программы, такие как ARC (для задачи нелинейного подбора кривой) и ViSta , основаны на этом пакете.
Он включает в себя различные статистические функции и методы; процедуры для подбора нелинейной кривой; таблицы сопряженности  и регрессионный анализ 
XLispStat используется в областях: астрономии, ГИС, речевой акустики, эконометрики, эпидемиология.
XLispStat был исторически значимой программой в области статистической визуализации.
Автор программы, Люк Тирни, написал книгу о этой программе в 1990 году.
Использование XLispStat датируется концом 1980-х - началом 1990-х годов. Программа, вероятно, приобрела наибольшую популярность в начале-середине 1990-х годов, с тех пор её использование значительно сократилось. В 1990-х годах XLispStat широко использовался в образовании, но с тех пор его в основном заменили на R. Существует статья, объясняющая, почему Статистический департамент Калифорнийского университета в Лос-Анджелесе отказался от нее в 1998 году  и изложенные в ней причины, вероятно, справедливы и для многих других бывших пользователей.
Исходный код XLispStat доступен под разрешающей лицензией, аналогичной лицензии BSD.